# تیم ملی فوتبال مراکش
تیم ملی فوتبال مراکش (به عربى: منتخب المغرب لكرة القدم) نماینده کشور مراکش در مسابقات بین‌المللی است. این تیم تاکنون در شش دوره جام جهانی حضور داشته و بهترین نتیجه این تیم کسب عنوان چهارم جام جهانی ۲۰۲۲ است. در سال ۱۹۷۶ قهرمان جام ملت‌های آفریقا و در سال‌های ۲۰۱۸ و ۲۰۲۰ قهرمان رقابت‌های ملت‌های آفریقا شده‌است.
یکی از ستارگان بی بدیل مراکشی اشرف حکیمی است. این بازیکن تنها با ۲۴ سال سن توانستنه در ۴ لیگ معتبر اروپایی بازی کند و در سال ۲۰۲۲ به گران ترین مدافع راست جهان تبدیل شد.

## بازیکنان (ترکیب کنونی)
| ش. | پست       | بازیکن               | ت‌ت (سن)                  | بازی | گل | باشگاه            |
| -- | --------- | -------------------- | ------------------------ | ---- | -- | ----------------- |
| 1  | دروازه‌بان | یاسین بونو           | ۵ آوریل ۱۹۹۱ ‏(۳۳ سال)    | 33   | 0  | الهلال            |
| 12 | دروازه‌بان | منیر مهند محمدی      | ۱۰ مهٔ ۱۹۸۹ ‏(۳۵ سال)      | 38   | 0  | مالاگا            |
|    | دروازه‌بان | احمدرضا تاکناوتی     | ۵ آوریل ۱۹۹۶ ‏(۲۸ سال)    | 3    | 0  | الوداد کازابلانکا |
|    |           |                      |                          |      |    |                   |
| 2  | مدافع     | اشرف حکیمی           | ۴ نوامبر ۱۹۹۸ ‏(۲۶ سال)   | 40   | 5  | پاریس سن ژرمن     |
| 3  | مدافع     | نصیر مزراوی          | ۱۴ نوامبر ۱۹۹۷ ‏(۲۷ سال)  | 14   | 0  | بایرن مونیخ       |
| 5  | مدافع     | نایف اکرد            | ۳۰ مارس ۱۹۹۶ ‏(۲۸ سال)    | 10   | 1  | وستهم یونایتد     |
| 6  | مدافع     | رومان سایس (کاپیتان) | ۲۶ مارس ۱۹۹۰ ‏(۳۴ سال)    | 53   | 1  | السد              |
| 18 | مدافع     | اشرف داری            | ۶ مهٔ ۱۹۹۹ ‏(۲۵ سال)       | 3    | 0  | استاد برستوا ۲۹   |
| 24 | مدافع     | بدر بانون            | ۳۰ سپتامبر ۱۹۹۳ ‏(۳۱ سال) | 2    | 0  | الرجا             |
|    | مدافع     | جواد الیامیق         | ۲۹ فوریهٔ ۱۹۹۲ ‏(۳۳ سال)   | 9    | 2  | الوحده            |
|    | مدافع     | یحیی عطیة الله       | ۲ مارس ۱۹۹۵ ‏(۳۰ سال)     | 1    | 0  | الاهلی مصر        |
|    | مدافع     | ایوب العملود         | ۸ آوریل ۱۹۹۴ ‏(۳۰ سال)    | 1    | 0  | پرسپولیس          |
|    |           |                      |                          |      |    |                   |
| 7  | هافبک     | سلیم املاح           | ۱۵ نوامبر ۱۹۹۶ ‏(۲۸ سال)  | 1    | 0  | استاندارد لیژ     |
| 18 | هافبک     | امین حارث            | ۱۸ ژوئن ۱۹۹۷ ‏(۲۷ سال)    | 10   | 0  | شالکه             |
| 13 | هافبک     | الیاس چایر           | ۳۰ اکتبر ۱۹۹۷ ‏(۲۷ سال)   | 5    | 1  | کویینز پارک رنجرز |
| 16 | هافبک     | عزالدین اوناحی       | ۱۹ آوریل ۲۰۰۰ ‏(۲۴ سال)   | 9    | 2  | مارسی             |
| 20 | هافبک     | سفیان امرابط         | ۲۱ اوت ۱۹۹۶ ‏(۲۸ سال)     | 25   | 0  | منچستر یونایتد    |
|    |           |                      |                          |      |    |                   |
|    | مهاجم     | عبدالرزاق حمدالله    | ۱۷ دسامبر ۱۹۹۰ ‏(۳۴ سال)  | 16   | 7  | الاتحاد           |
| 8  | مهاجم     | حکیم زیاش            | ۱۹ مارس ۱۹۹۳ ‏(۳۲ سال)    | 40   | 17 | گالاتاسرای        |
| 9  | مهاجم     | سفیان بوفال          | ۱۷ سپتامبر ۱۹۹۳ ‏(۳۱ سال) | 20   | 1  | آنژه              |
| 10 | مهاجم     | زکریا ابوخلال        | ۱۸ فوریهٔ ۲۰۰۰ ‏(۲۵ سال)   | 3    | 1  | آزد آلکمار        |
| 17 | مهاجم     | عبدالصمد الزلزولی    | ۱۷ دسامبر ۲۰۰۱ ‏(۲۳ سال)  | 0    | 0  | رئال بتیس         |
| 19 | مهاجم     | یوسف النصیری         | ۱ ژوئن ۱۹۹۷ ‏(۲۷ سال)     | 40   | 11 | فنرباغچه          |
| 23 | مهاجم     | ولید شدیره           | ۲۲ ژانویهٔ ۱۹۹۸ ‏(۲۷ سال)  | 0    | 0  | پارما             |
| 21 | مهاجم     | سفیان رحیمی          | ۲۳ مارس ۱۹۹۶ ‏(۲۸ سال)    | 8    | 5  | العین             |
|    | مهاجم     | براهیم دیاز          | ۳ اوت ۱۹۹۹ ‏(۲۵ سال)      | 0    | 0  | رئال مادرید       |

### دعوت‌شدگان اخیر
در جدول زیر، نام بازیکنانی که در ۱۲ ماه گذشته به تیم ملی دعوت شده‌اند، آمده‌است.
| پست       | نام بازیکن      | تاریخ تولد (سن)         | بازی‌ | گل‌ | باشگاه                              | آخرین دعوت                   |
| --------- | --------------- | ----------------------- | ---- | -- | ----------------------------------- | ---------------------------- |
| دروازه‌بان | منیر مهند محمدی | ۱۰ مهٔ ۱۹۸۹ ‏(۳۵ سال)     | 41   | 0  | باشگاه فوتبال هاتای‌اسپور            | v. گینه, ۱۲ اکتبر ۲۰۲۱       |
| دروازه‌بان | سامی تلمکانی    | ۲۱ فوریهٔ ۲۰۰۴ ‏(۲۱ سال)  | 0    | 0  | آکادمی و تیم دوم باشگاه فوتبال چلسی | v. گینه, ۱۲ اکتبر ۲۰۲۱       |
|           |                 |                         |      |    |                                     |                              |
| مدافع     | سامی مایی       | ۸ سپتامبر ۱۹۹۶ ‏(۲۸ سال) | 5    | 0  | باشگاه فوتبال فرنتس‌واروش            | v. گینه, ۱۲ اکتبر ۲۰۲۱       |
| مدافع     | ایوب الاملاد    | ۸ آوریل ۱۹۹۴ ‏(۳۰ سال)   | 1    | 0  | باشگاه فوتبال الوداد کازابلانکا     | v. گینه, ۱۲ اکتبر ۲۰۲۱       |
| مدافع     | اشرف لزعر       | ۲۲ ژانویهٔ ۱۹۹۲ ‏(۳۳ سال) | 12   | 0  | باشگاه ورزشی پورتیموننزه            | v. بورکینافاسو, ۱۲ ژوئن ۲۰۲۱ |
| مدافع     | زهیر فضال       | ۲۳ دسامبر ۱۹۸۹ ‏(۳۵ سال) | 21   | 1  | باشگاه فوتبال اسپورتینگ پرتغال      | v. بوروندی, ۳۰ مارس ۲۰۲۱     |
| مدافع     | عصام شباک       | ۱۲ اکتبر ۱۹۸۹ ‏(۳۵ سال)  | 7    | 0  | باشگاه فوتبال آپوئل                 | v. بوروندی, ۳۰ مارس ۲۰۲۱     |
| مدافع     | نبیل ضرار       | ۲۵ فوریهٔ ۱۹۸۶ ‏(۳۹ سال)  | 42   | 3  | باشگاه فوتبال فنرباغچه              | v. موریتانی, ۲۶ مارس ۲۰۲۱ WD |
|           |                 |                         |      |    |                                     |                              |
| هافبک     | سلیم املاح      | ۱۵ نوامبر ۱۹۹۶ ‏(۲۸ سال) | 12   | 3  | باشگاه فوتبال استاندارد لیژ         | v. گینه, ۱۲ اکتبر ۲۰۲۱       |
| هافبک     | عبدو هارونی     | ۱۳ ژانویهٔ ۱۹۹۸ ‏(۲۷ سال) | 0    | 0  | باشگاه فوتبال ساسولو                | v. گینه, ۱۲ اکتبر ۲۰۲۱       |
| هافبک     | عادل تاعرابت    | ۲۴ مهٔ ۱۹۸۹ ‏(۳۵ سال)     | 29   | 4  | باشگاه فوتبال بنفیکا                | v. سودان, ۲ سپتامبر ۲۰۲۱     |
| هافبک     | یحیی جبران      | ۱۸ ژوئن ۱۹۹۱ ‏(۳۳ سال)   | 3    | 0  | باشگاه فوتبال الوداد کازابلانکا     | v. بورکینافاسو, ۱۲ ژوئن ۲۰۲۱ |
| هافبک     | اسامه طنان      | ۲۳ مارس ۱۹۹۴ ‏(۳۰ سال)   | 11   | 2  | باشگاه فوتبال ویتس‌آرنهم             | v. بوروندی, ۳۰ مارس ۲۰۲۱     |
|           |                 |                         |      |    |                                     |                              |
| مهاجم     | زکریا ابوخلال   | ۱۸ فوریهٔ ۲۰۰۰ ‏(۲۵ سال)  | 5    | 1  | باشگاه فوتبال آزد آلکمار            | v. گینه, ۱۲ اکتبر ۲۰۲۱       |
| مهاجم     | سوفیان رحیمی    | ۲۳ مارس ۱۹۹۶ ‏(۲۸ سال)   | 2    | 0  | باشگاه فوتبال العین                 | v. گینه, ۱۲ اکتبر ۲۰۲۱       |
| مهاجم     | حکیم زیاش       | ۱۹ مارس ۱۹۹۳ ‏(۳۲ سال)   | 41   | 17 | باشگاه فوتبال چلسی                  | v. بورکینافاسو, ۱۲ ژوئن ۲۰۲۱ |
| مهاجم     | یوسف العربی     | ۳ فوریهٔ ۱۹۸۷ ‏(۳۸ سال)   | 47   | 16 | باشگاه فوتبال المپیاکوس             | v. بوروندی, ۳۰ مارس ۲۰۲۱     |
|           |                 |                         |      |    |                                     |                              |

|}

## افتخارات

#### جام ملت‌های آفریقا
- قهرمان (۱): ۱۹۷۶
- نایب قهرمان (۱): ۲۰۰۴
- جایگاه سومی(۱): ۱۹۸۰

#### جام ملت‌های عرب
- قهرمان (۱): ۲۰۱۲

#### قهرمانی ملت‌های آفریقا
- قهرمان (۲): ۲۰۱۸، ۲۰۲۰

#### جام جهانی
- چهارم (۲۰۲۲)

## عملکرد در جام جهانی
| آمار و عملکرد در جام جهانی فوتبال | آمار و عملکرد در جام جهانی فوتبال | آمار و عملکرد در جام جهانی فوتبال | آمار و عملکرد در جام جهانی فوتبال | آمار و عملکرد در جام جهانی فوتبال | آمار و عملکرد در جام جهانی فوتبال | آمار و عملکرد در جام جهانی فوتبال | آمار و عملکرد در جام جهانی فوتبال | آمار و عملکرد در جام جهانی فوتبال | آمار و عملکرد در جام جهانی فوتبال |
| سال                               | میزبان(ها)                        | مرحله                             | رتبه                              | بازی                              | برد                               | مساوی                             | باخت                              | گل‌زده                             | گل‌خورده                           |
| --------------------------------- | --------------------------------- | --------------------------------- | --------------------------------- | --------------------------------- | --------------------------------- | --------------------------------- | --------------------------------- | --------------------------------- | --------------------------------- |
| ۱۹۳۰                              | اروگوئه                           | شرکت نکرد                         | شرکت نکرد                         | شرکت نکرد                         | شرکت نکرد                         | شرکت نکرد                         | شرکت نکرد                         | شرکت نکرد                         | شرکت نکرد                         |
| ۱۹۳۴                              | ایتالیا                           | شرکت نکرد                         | شرکت نکرد                         | شرکت نکرد                         | شرکت نکرد                         | شرکت نکرد                         | شرکت نکرد                         | شرکت نکرد                         | شرکت نکرد                         |
| ۱۹۳۸                              | فرانسه                            | شرکت نکرد                         | شرکت نکرد                         | شرکت نکرد                         | شرکت نکرد                         | شرکت نکرد                         | شرکت نکرد                         | شرکت نکرد                         | شرکت نکرد                         |
| ۱۹۵۰                              | برزیل                             | شرکت نکرد                         | شرکت نکرد                         | شرکت نکرد                         | شرکت نکرد                         | شرکت نکرد                         | شرکت نکرد                         | شرکت نکرد                         | شرکت نکرد                         |
| ۱۹۵۴                              | سوئیس                             | شرکت نکرد                         | شرکت نکرد                         | شرکت نکرد                         | شرکت نکرد                         | شرکت نکرد                         | شرکت نکرد                         | شرکت نکرد                         | شرکت نکرد                         |
| ۱۹۵۸                              | سوئد                              | شرکت نکرد                         | شرکت نکرد                         | شرکت نکرد                         | شرکت نکرد                         | شرکت نکرد                         | شرکت نکرد                         | شرکت نکرد                         | شرکت نکرد                         |
| ۱۹۶۲                              | شیلی                              | راه نیافت                         | راه نیافت                         | راه نیافت                         | راه نیافت                         | راه نیافت                         | راه نیافت                         | راه نیافت                         | راه نیافت                         |
| ۱۹۶۶                              | انگلستان                          | انصراف                            | انصراف                            | انصراف                            | انصراف                            | انصراف                            | انصراف                            | انصراف                            | انصراف                            |
| ۱۹۷۰                              | مکزیک                             | مرحله گروهی                       | ۱۴ام                              | ۳                                 | ۰                                 | ۱                                 | ۲                                 | ۲                                 | ۶                                 |
| ۱۹۷۴                              | آلمان غربی                        | راه نیافت                         | راه نیافت                         | راه نیافت                         | راه نیافت                         | راه نیافت                         | راه نیافت                         | راه نیافت                         | راه نیافت                         |
| ۱۹۷۸                              | آرژانتین                          | راه نیافت                         | راه نیافت                         | راه نیافت                         | راه نیافت                         | راه نیافت                         | راه نیافت                         | راه نیافت                         | راه نیافت                         |
| ۱۹۸۲                              | اسپانیا                           | راه نیافت                         | راه نیافت                         | راه نیافت                         | راه نیافت                         | راه نیافت                         | راه نیافت                         | راه نیافت                         | راه نیافت                         |
| ۱۹۸۶                              | مکزیک                             | یک‌هشتم نهایی                      | ۱۱ام                              | ۴                                 | ۱                                 | ۲                                 | ۱                                 | ۳                                 | ۲                                 |
| ۱۹۹۰                              | ایتالیا                           | راه نیافت                         | راه نیافت                         | راه نیافت                         | راه نیافت                         | راه نیافت                         | راه نیافت                         | راه نیافت                         | راه نیافت                         |
| ۱۹۹۴                              | ایالات متحده آمریکا               | مرحله گروهی                       | ۲۳وم                              | ۳                                 | ۰                                 | ۰                                 | ۳                                 | ۲                                 | ۵                                 |
| ۱۹۹۸                              | فرانسه                            | مرحله گروهی                       | ۱۸ام                              | ۳                                 | ۱                                 | ۱                                 | ۱                                 | ۵                                 | ۵                                 |
| ۲۰۰۲                              | کره جنوبی و ژاپن                  | راه نیافت                         | راه نیافت                         | راه نیافت                         | راه نیافت                         | راه نیافت                         | راه نیافت                         | راه نیافت                         | راه نیافت                         |
| ۲۰۰۶                              | آلمان                             | راه نیافت                         | راه نیافت                         | راه نیافت                         | راه نیافت                         | راه نیافت                         | راه نیافت                         | راه نیافت                         | راه نیافت                         |
| ۲۰۱۰                              | آفریقای جنوبی                     | راه نیافت                         | راه نیافت                         | راه نیافت                         | راه نیافت                         | راه نیافت                         | راه نیافت                         | راه نیافت                         | راه نیافت                         |
| ۲۰۱۴                              | برزیل                             | راه نیافت                         | راه نیافت                         | راه نیافت                         | راه نیافت                         | راه نیافت                         | راه نیافت                         | راه نیافت                         | راه نیافت                         |
| ۲۰۱۸                              | روسیه                             | مرحله گروهی                       | ۲۷ام                              | ۳                                 | ۰                                 | ۱                                 | ۲                                 | ۲                                 | ۴                                 |
| ۲۰۲۲                              | قطر                               | چهارم                             | چهارم                             | چهارم                             | چهارم                             | چهارم                             | چهارم                             | چهارم                             | چهارم                             |
| مجموع                             | مجموع                             | مجموع                             | مجموع                             | ۱۶                                | ۲                                 | ۵                                 | ۹                                 | ۱۴                                | ۲۲                                |

## پیراهن
| تامین‌کننده | بازه زمانی  |
| ---------- | ----------- |
| آدیداس     | ۱۹۸۲–۱۹۹۳   |
| لوتو       | ۱۹۹۴–۱۹۹۵   |
| آمبرو      | ۱۹۹۵        |
| لوتو       | ۱۹۹۵–۱۹۹۷   |
| پوما       | ۱۹۹۸–۲۰۰۲   |
| نایکی      | ۲۰۰۳–۲۰۰۶   |
| پوما       | ۲۰۰۷–۲۰۱۱   |
| آدیداس     | ۲۰۱۲–۲۰۱۸   |
| پوما       | ۲۰۱۹–تاکنون |